# Шебекіно
Шебекіно (рос. Шебекино) — місто обласного підпорядкування, центр Шебекінського району Бєлгородської області, Росія.
Населення міста становить 45 634 особи (2008; 45,6 тис. в 2005, 45 119 в 2002, 44,6 тис. в 1989, 26,0 тис. в 1970, 13,9 тис. в 1959, 9,4 тис. в 1939).
Належав до Слобідської України, після чого був приєднаний до РРФСР у 1920-х роках.

## Географія
Місто розташоване на річці Нежеголь, лівій притоці Сіверського Дінця, за 7 км від її гирла та за 7 км від кордону з Україною. У місті діє автомобільний пункт контролю через державний кордон з Україною Плетенівка—Шебекіно, а також залізничний пункт контролю через державний кордон з Україною Вовчанськ—Нежеголь.
У межах міста до Нежеголі впадають її праві притоки Корєнь та Короча.

## Історія
Датою виникнення міста зазвичай уважають 1713 рік, коли воно вперше було позначене на мапах. Свою назву поселення отримало від прізвища першого землевласника — козацького підполковника Шибека І. Д., що заснував тут слободу, оселивши своїх людей.
1716 маєток перейшов в орендне володіння Макарову О., що був кабінет-секретарем Петра I. У 1785 р. українська слобода Шибекіна (Шибікина) перейшла у володіння Барятинської Є. П.. З 1836 р. Шебекіне було родовим маєтком Ребіндерів. В 1839 році було збудовано Алексєєвський цукровий завод. У 1847 році збудований цегельний завод. У 1875 році були побудовані винокурня і двоповерховий млин. У 1896 році закінчилося будівництво залізничної лінії з Бєлгорода на Куп'янськ. Від неї була збудована залізниця до слободи Шибекіної. В 1905 році Ребіндер О. О. побудував електростанцію. В 1907 році для цукрового заводу був придбаний у Берліні паровоз. «Алексєєвський» цукровий завод став найбільшим в Росії. В 1914 році збудовано шкіряний завод. Перед революцією у слободі Шибекіній, окрім цукрового і шкіряного були спиртовий, крейдяний і цегельний заводи, а також працювали сільськогосподарські майстерні.
В 1928 році Шебекіно стає центром повіту. 1938 року надано статус міста. У повоєнний час Шебекіно розвивалося як місто хіміків. В 1948 році розпочалося будівництво хімічного заводу, що виробляє жирозамінники і мийні засоби на основі поверхнево-активних речовин. У СРСР були широко відомі пральні порошки «Новость», «Кристалл», «Нептун», випускалися також рідкі мийні засоби «Фея», «Альфия», «Ива».

#### Російсько-українська війна
Докладніше: Російське вторгнення в Україну (2022)
1 червня 2023 року на території Бєлгородської області, бійцями РДК та ЛСР було заявлено про обстріл «Градами» поліцейського відділку в місті.
5 червня 2023 року були помічені акти вандалізму та мародерства. На багатьох відеозаписах фіксується грабування квартир та вітрин магазинів.
14 червня 2024 року обвалився під'їзд багатоповерхового будинку. Окупанти стверджують, що перед цим місто обстрілювали. Відповідну заяву опублікував губернатор Бєлгородської області рф В'ячеслав Гладков. «Обстріл у Шебекіно. Відбулося обвалення під'їзду багатоквартирного будинку. За попередніми даними, троє постраждалих», – написав він. Гладков також опублікував фото зруйнованого під'їзду.
17 травня 2024 року у Шебекіно знайшли одразу 3 ФАБи. ФАБ-500 виявили біля будинку на Ржевському шосе. Повідомляється, що ніхто не постраждав, а пошкоджень немає. Ще одна ФАБ-250 впала у передмісті Шебекіно у селищі Батрацька Дача. Боєприпас ліквідували, постраждалих немає. Ще одну ФАБ-500 цього ж дня знайшли на вулиці Машинобудівників в районі будинку номер 27. Внаслідок падіння бомби пошкоджено фасад будинку, паркан та вікна.

## Економіка
У місті працюють заводи хімічний, біохімічний, побутової хімії, машинобудівний, автоспецустаткування, залізобетонних виробів, крейдовий, обробних матеріалів; комбінат будівельних матеріалів.

## Відомі особистості
В поселенні народився:
- Амбросов Володимир Якович (1936—2014) — український економіст.

## Галерея

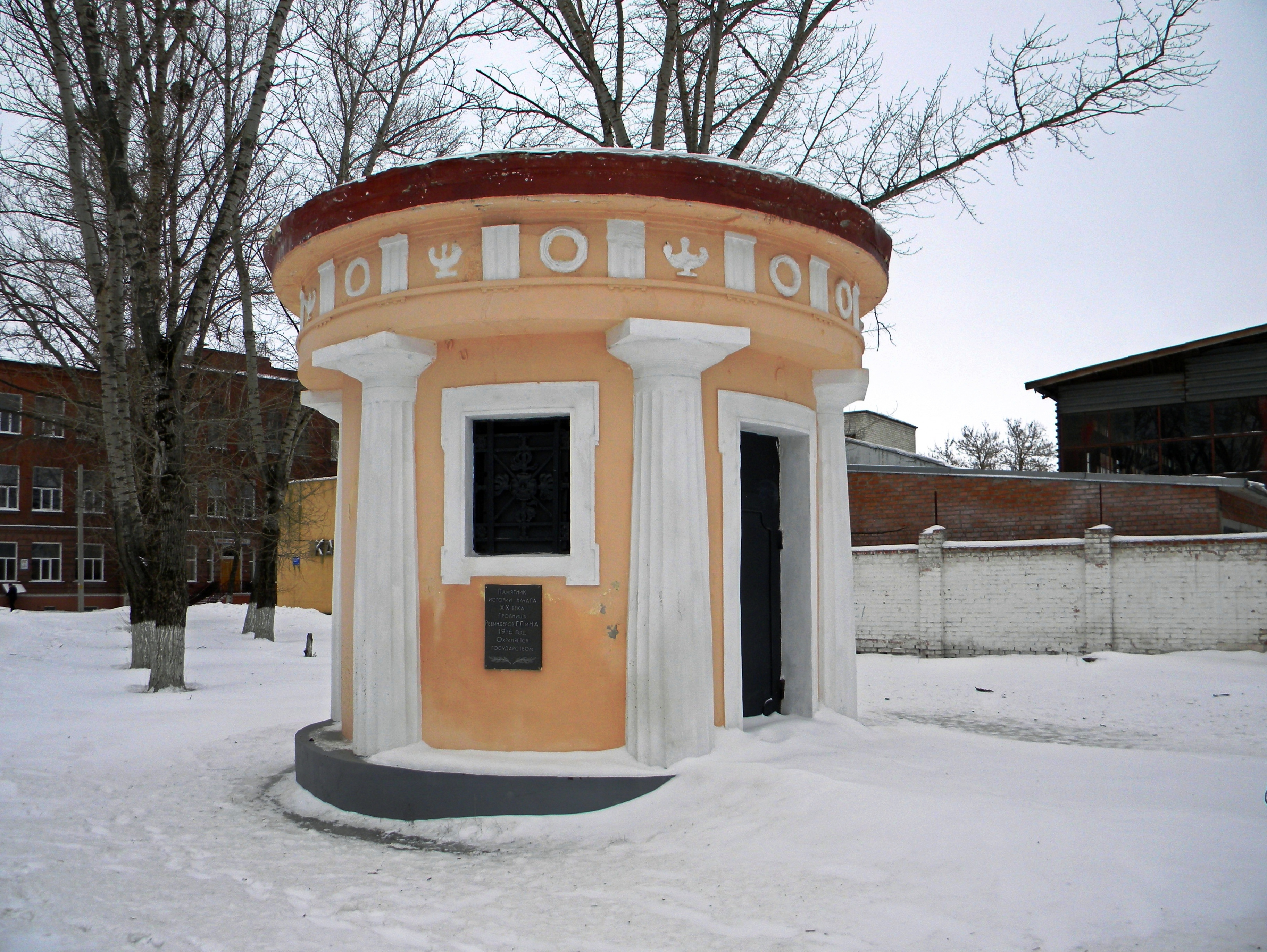
Гробниця Ребіндерів — пам'ятка містобудування та архітектури
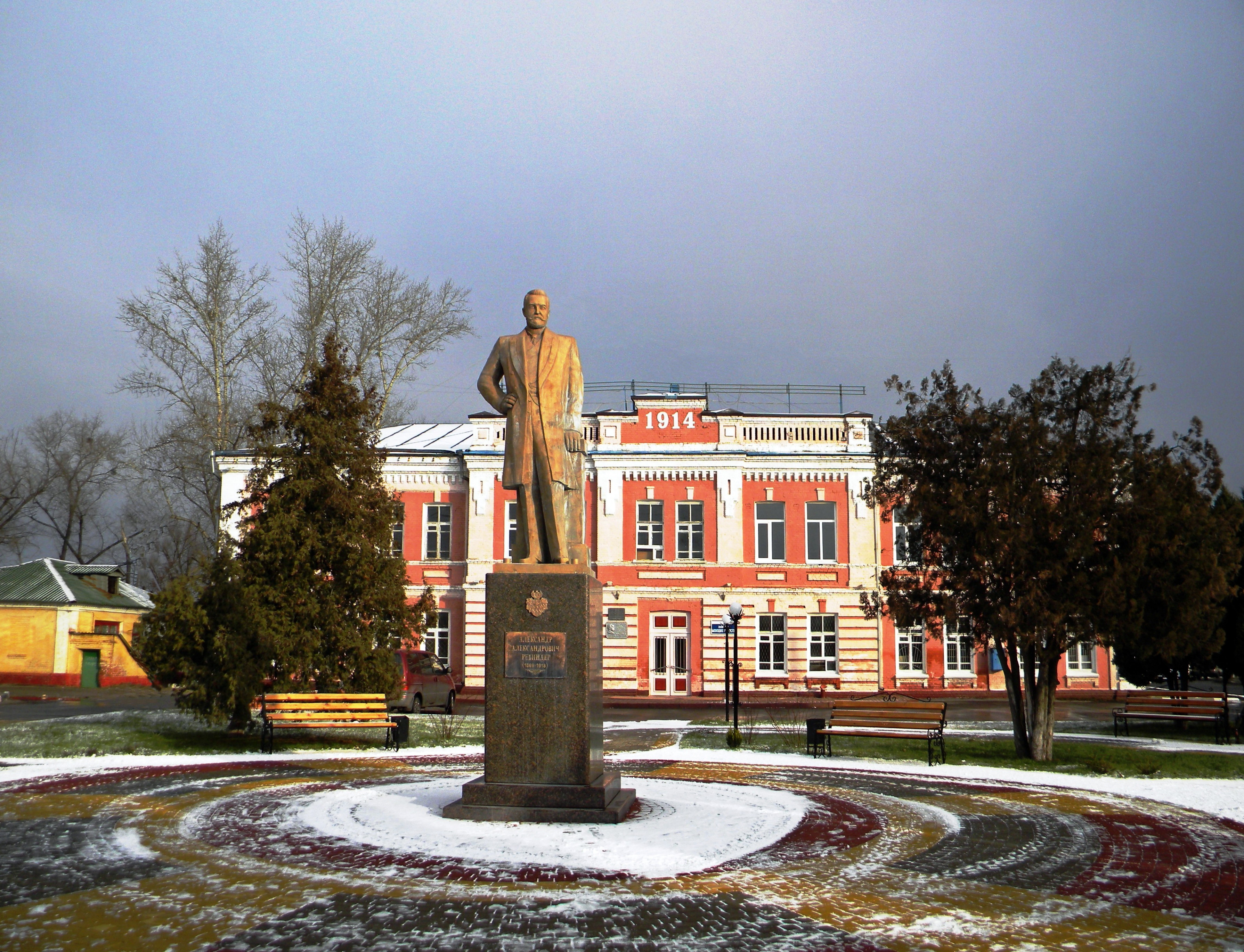
Пам'ятник барону О. Ребіндеру
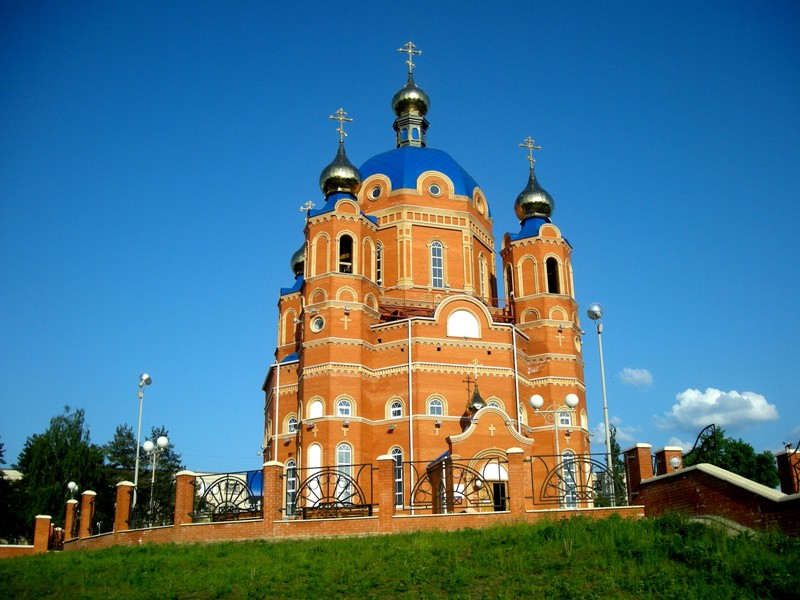
Церква ікони Божої Матері «Всіх Скорботних Радість»